# Mura-Mausnasenbeutler

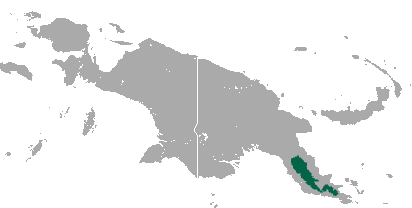
Das Verbreitungsgebiet des Mura-Mausnasenbeutlers

Der Mura-Mausnasenbeutler (Microperoryctes papuensis) ist eine Beuteltierart, die im Südosten von Neuguinea vorkommt.

## Merkmale
Der Mura-Mausnasenbeutler erreicht eine Kopfrumpflänge von 17,5 bis 20,5 cm, hat einen 14 bis 15,8 cm langen Schwanz und erreicht ein Gewicht von 145 bis 184 g. Männchen könnten ein wenig größer sein als die Weibchen aber bisher wurden zu wenige Exemplare vermessen als man sich da sicher sein kann. Das Fell ist weich und grau oder braun gefärbt. Ein dunkler Mittelstreifen zieht sich vom Nacken bis zur Schwanzbasis. Der Bauch ist bei jungen Exemplaren hellgrau, bei älteren wird er auffällig rötlich-orange. Ohren und Schwanz sind haarlos. Das letzte Sechstel des Schwanzes ist weiß.

## Lebensraum und Lebensweise
Die Tiere leben in Primär- und Sekundärwäldern sowie in Gärten kleiner Siedlungen in Höhen von 1200 bis 2650 Metern. In den mittleren Berghöhenlagen überschneidet sich das Verbreitungsgebiet des Mura-Mausnasenbeutlers mit dem des Langschwanz-Mausnasenbeutlers (Microperoryctes longicauda). Ihre Nester bauen die Tiere möglicherweise im Erdboden. Über das Verhalten, die Ernährung und die Fortpflanzung ist bisher nichts bekannt. Wie andere Nasenbeutler ist der Mura-Mausnasenbeutler wahrscheinlich ein Allesfresser. Die Tiere vermehren sich das ganze Jahr über. Im Beutel haben die Weibchen vier Zitzen aber wahrscheinlich wird in den meisten Fällen nur ein einzelnes Jungtier geboren.

## Gefährdung
Die IUCN listet den Mura-Mausnasenbeutler als ungefährdet (Least Concern). Das Verbreitungsgebiet ist nur 20.000 km² groß aber da die Tiere in einigen Regionen recht häufig sind, ist die Population wahrscheinlich relativ groß. Große Teile des Verbreitungsgebietes sind für Menschen unzugänglich.